# Arremon polionotus
Arremon polionotus es una especie de ave paseriforme del género Arremon de la familia Emberizidae, que se encuentra en bosques y selvas del centro y centro-este de Sudamérica.

## Taxonomía
Descripción original
Esta especie fue descrita originalmente en el año 1850 por el zoólogo Charles Lucien Jules Laurent Bonaparte (sobrino del emperador Napoleón Bonaparte), con el mismo nombre científico.
Localidad tipo
La localidad tipo referida es: “Corrientes”, en el nordeste de la Argentina.
Holotipo
El ejemplar holotipo es el catalogado como: MNHNP7029; se trata de un macho adulto el cual se encuentra depositado en el Museo Nacional de Historia Natural de Francia, en París.
Etimología
Etimológicamente, el término específico polionotus deriva del griego, en donde πολιός (poliós) significa ‘gris’ y Notus era el nombre del dios griego del viento del sur.
Historia taxonómica

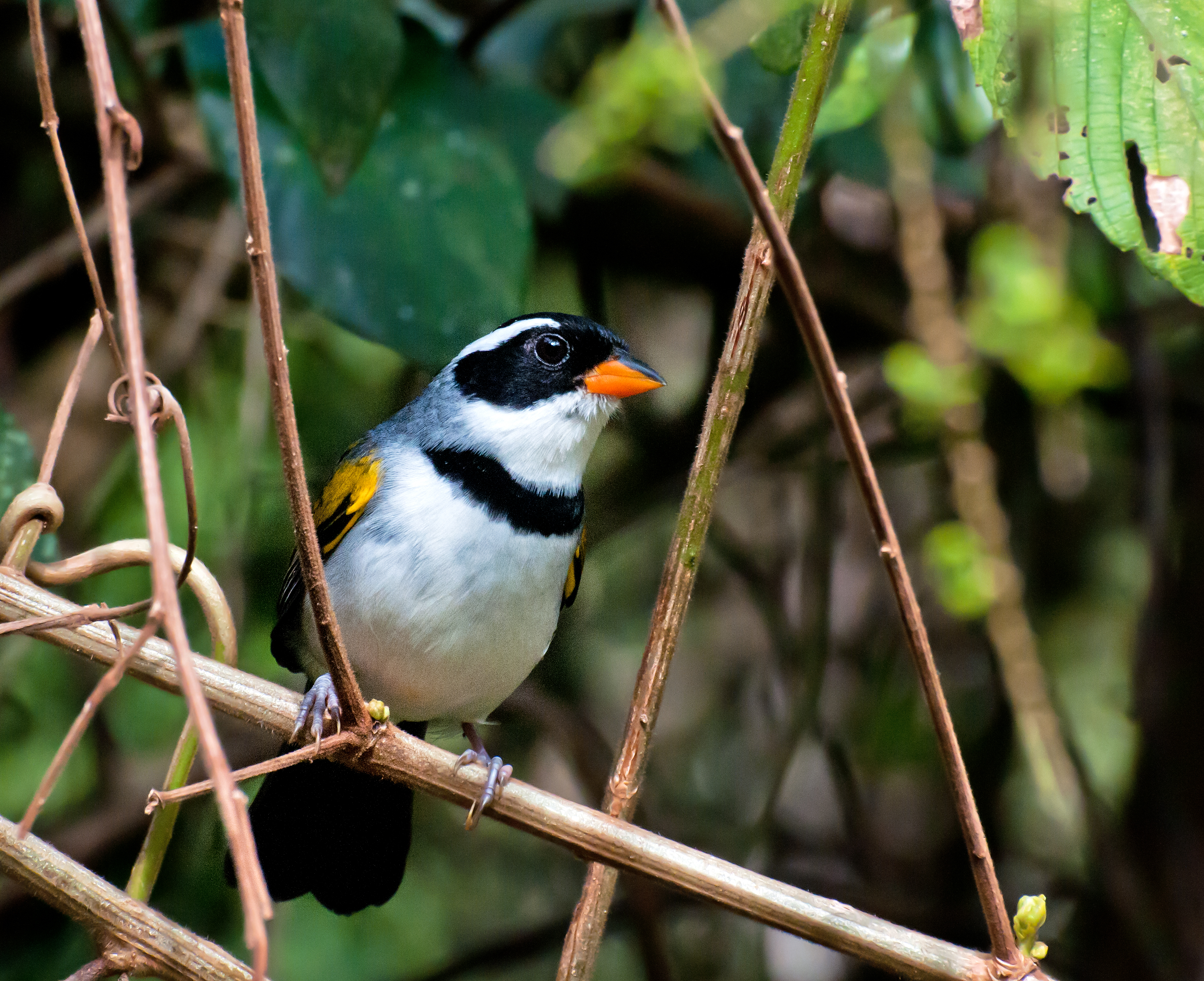
Un ejemplar adulto de Arremon polionotus en Piraju, estado de São Paulo, Brasil.

En 1909, E. Hartert y S. Venturi lo incluyeron como una subespecie de Arremon flavirostris, es decir: Arremon flavirostris polionotus.
En el año 2016, un estudio llevado a cabo por Nelson Buainain, Guilherme Renzo Rocha Brito, Daniel Honorato Firme, Daniel Monteiro Figueira, Marcos A. Raposo y Claydson Pinto de Assis concluyó en elevarlo nuevamente a la categoría de especie plena, tanto bajo el concepto filogenético de especie como del biológico.
También se incluyó en la sinonimia de Arremon polionotus a Arremon devillii (o Arremon flavirostris devillii), ya que no presentan diferencias constantes, tanto en su morfología como en sus vocalizaciones.

## Descripción
En la cabeza muestra un antifaz negro sobre el que se dispone una corta ceja blanca que comienza sobre el ojo (en lugar de justo después del pico como ocurre en Arremon dorbignii). La corona es negra; en los adultos puede estar dividida longitudinalmente por una estrecha franja gris formada generalmente por unas pocas plumas hacia la nuca, plumas grises que pueden incluso estar ausentes (en lugar de estar siempre presente como franja ya partir de la inserción del pico, como ocurre en A. dorbignii). El pico es amarillo a naranja brillante, con culmen negro. El plumaje dorsal exhibe las cubiertas de las alas amarillo-verdosas, el cuello nucal y el lomo es gris (en A. dorbignii el lomo es verde-oliváceo); ventralmente es blanco presentando el pecho un ancho collar negro (el que es angosto en A. dorbignii). La hembra es más parduzca y tiene menos marcado el collar negro ventral.

## Distribución y hábitat
Esta especie habita en el estrato bajo y en el suelo en selvas y bosques húmedos subtropicales y tropicales en el centro-este de Sudamérica. En Bolivia habita en el este, en el departamento de Santa Cruz. En el Paraguay habita tanto en la región oriental como en la porción naciente del Chaco paraguayo.
En la Argentina habita en el nordeste, en las provincias de Corrientes, Misiones, este del Chaco y de Formosa y nordeste de Santa Fe.
En Brasil su geonemia comprende el centro y el sudeste, con registros en los estados de Mato Grosso y Mato Grosso del Sur, el noroeste de Río Grande del Sur y las franjas occidentales de los de São Paulo, Paraná y Santa Catarina.